# Архангельське (Ісетський район)
Арха́нгельське (рос. Архангельское) — село у складі Ісетського району Тюменської області, Росія.
Населення — 838 осіб (2010, 912 у 2002).
Національний склад станом на 2002 рік:
- росіяни — 89 %